# Benny Brown
Benny Brown, född 22 september 1953 i San Francisco, Kalifornien, död 1 februari 1996 var en amerikansk friidrottare inom kortdistanslöpning.
Han tog OS-guld på 400 meters-stafetten vid friidrottstävlingarna 1976 i Montréal. 